# Fitorremediação
Fitorremediação é um processo que utiliza plantas como agentes de purificação dos ambientes aquáticos e terrestres, contaminados ou poluídos pelo depósito de substâncias inorgânicas, como elementos químicos e dejetos de minério (a exemplo: zinco, cobre, magnésio, etc.) e até mesmo compostos orgânicos, como hidrocarbonetos de petróleo. A prática é necessária para atenuar efeitos de ações humanas nocivas, como o acúmulo inadequado de lixo, degradação por mineração intensiva e chuva ácida, que podem agravar os efeitos e progressão de qualquer contaminação.
As plantas a serem utilizadas para esse processo devem ser tolerantes à substância a ser retirada e apresentar raízes longas.
Há vantagens e desvantagens na utilização da fitorremediação. A principal vantagem é que essa técnica é in situ e barata, se comparada a outros métodos de descontaminação (retirada do solo e posterior tratamento), em contrapartida, não retira totalmente o poluente do solo e (ou) água, mas o suficiente para tornar habitável ou utilizável novamente. 
Existem alguns tipos de fitorremediação, como: a Fitoextração, Fitoestabilização, Fitoestimulação e a Fitodegradação.

## Tipos de plantas fitorremediadoras
- Elodea: ficam submersos e somente suas flores ocasionais chegam à superfície das águas, não necessitando de muita luminosidade para seu desenvolvimento.É uma planta aquática emersa que cresce em terrenos brejosos ou alagadiços, tendo forte presença em quase todo o mundo.

- Junco: o junco é uma das plantas que possui as raízes mais profundas, o que facilita o processo de purificação do ambiente aquático. Sua principal característica é o modo em que se encontra nos meios hídricos, sempre disposta em agregados e em quantidades abundantes. Eicchornia crassipes, conhecida popularmente como Aguapé.

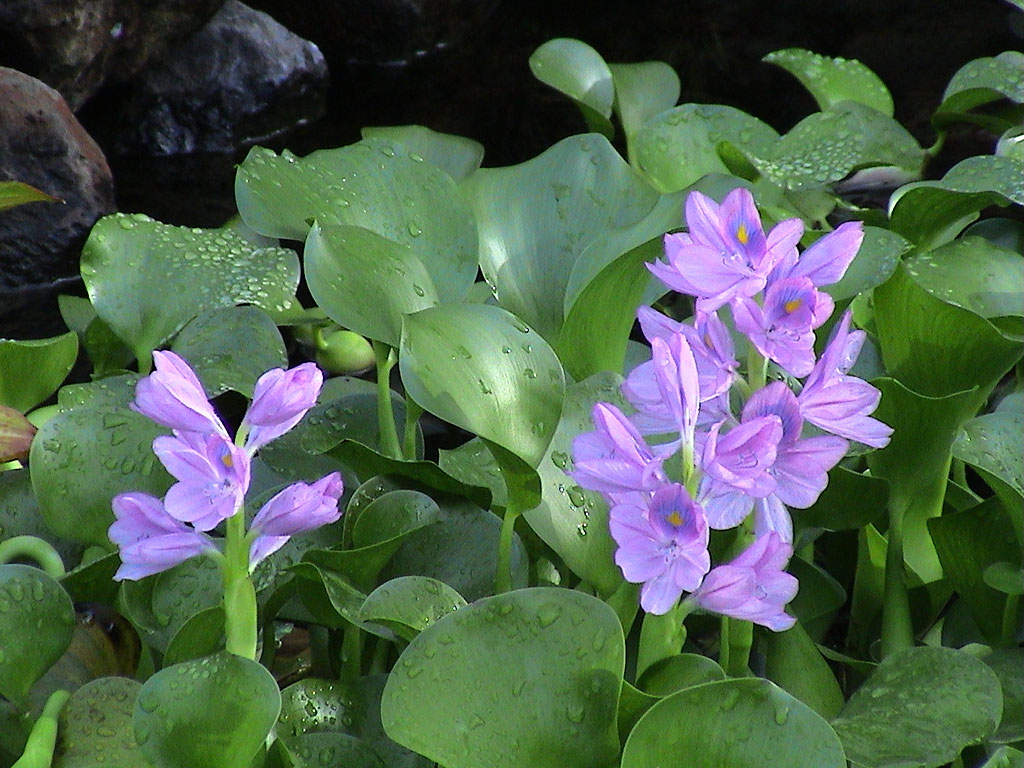
Eicchornia crassipes, conhecida popularmente como Aguapé.

- Aguapé: é considerada um filtro natural de purificação de água contaminada, inclusive retirando metais pesados, pois apresenta a capacidade de incorporar em seus tecidos uma grande quantidade de nutrientes. Suas raízes longas e finas, com uma enorme quantidade de bactérias e fungos, atuam sobre as moléculas tóxicas, quebrando sua estrutura e permitindo que a planta assimile componentes tóxicos.

#### Os benefícios da fitorremediação
- Econômico: é possível notar como esse recurso utiliza agentes de purificação orgânico, no caso, as plantas. Algumas espécies não necessitam de supervisão nem de interferência humana, atuam de forma autônoma na natureza sem a necessidade de um mediador. São inúmeros os benefícios do uso dessas plantas em locais poluídos, não só a água mas também os solos. É barato e não são necessários muitos cuidados.
- Ambiental: por necessitar apenas de agentes purificadores orgânicos, não existem interferências humanas ao longo de todo o andamento da contínua purificação, com exceção dos momentos de substituição das plantas que apresentarem aspecto de morte ou perda da funcionalidade. Apesar de lento, o processo é feito em larga escala, sendo assim, tem-se uma grande quantidade de plantas que, absorvendo singularmente frações pequenas dos poluentes,compensam o problema da purificação a longo-prazo. Os impactos ambientais são quase nulos, visto que as plantas absorvem os poluentes de forma integral e necessitam ser removidas periodicamente para que esses agentes não retornem à superfície.